# King Seaways (schip, 1987)
De King Seaways (tot februari 2011 King of Scandinavia genaamd) is een cruiseferry van de Deense rederij DFDS Seaways. Het schip wordt ingezet voor het traject tussen IJmuiden en Newcastle Upon Tyne. Het schip werd in 1987 gebouwd onder de naam MS Nils Holgersson voor TT-Line door Schichau Seebeckwerft.

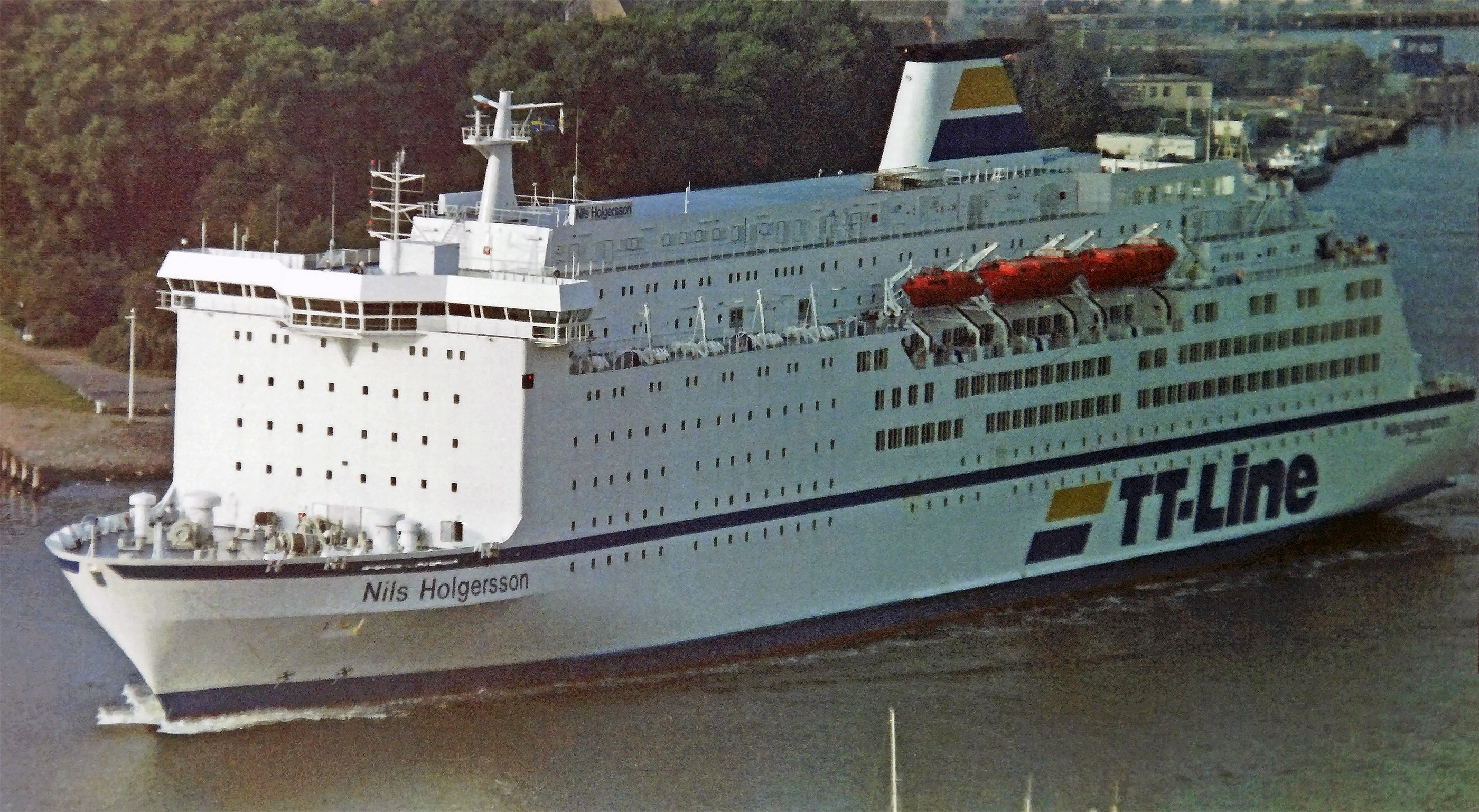
Nils Holgersson 1987 in Travemünde
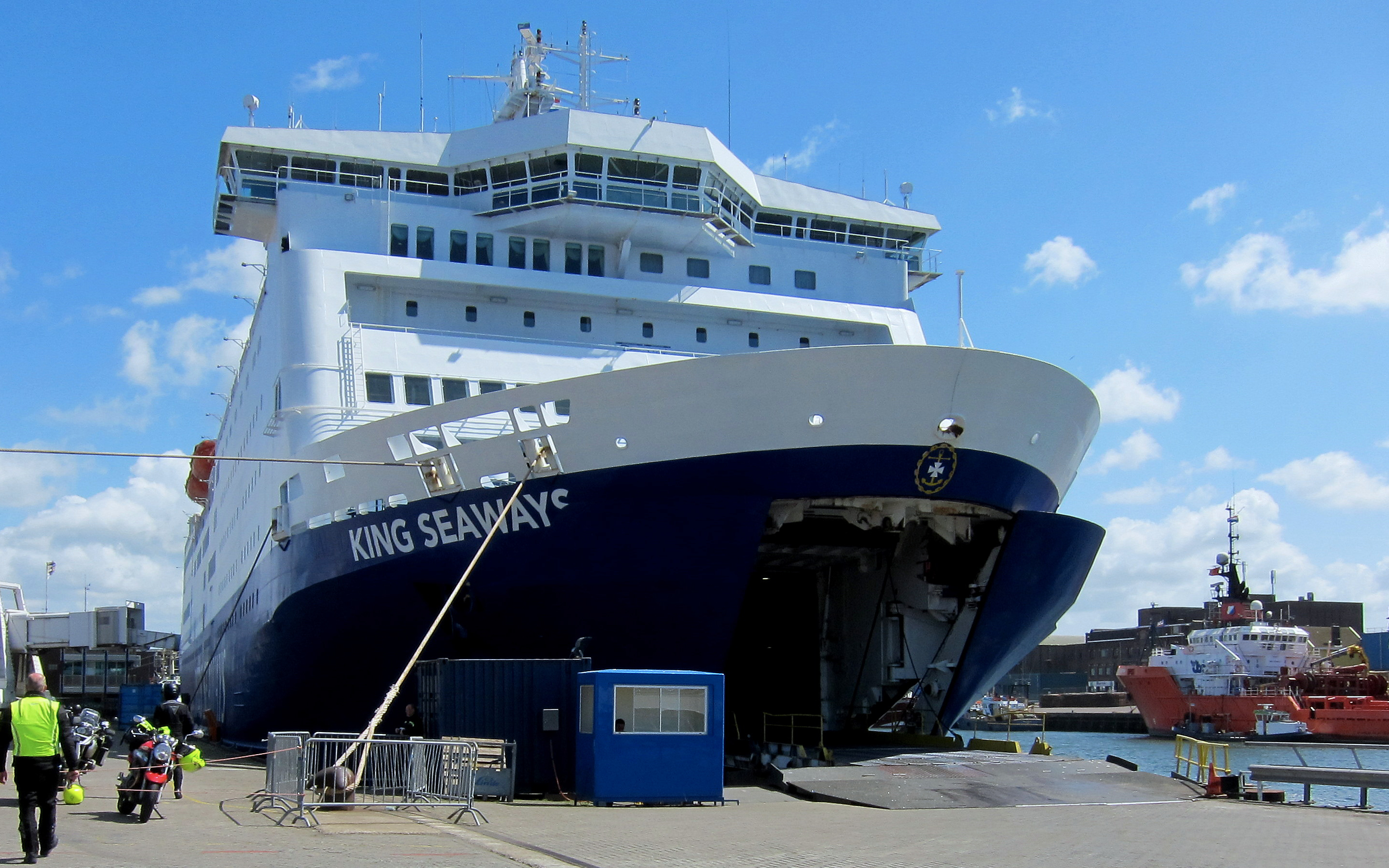
King Seaways in IJmuiden
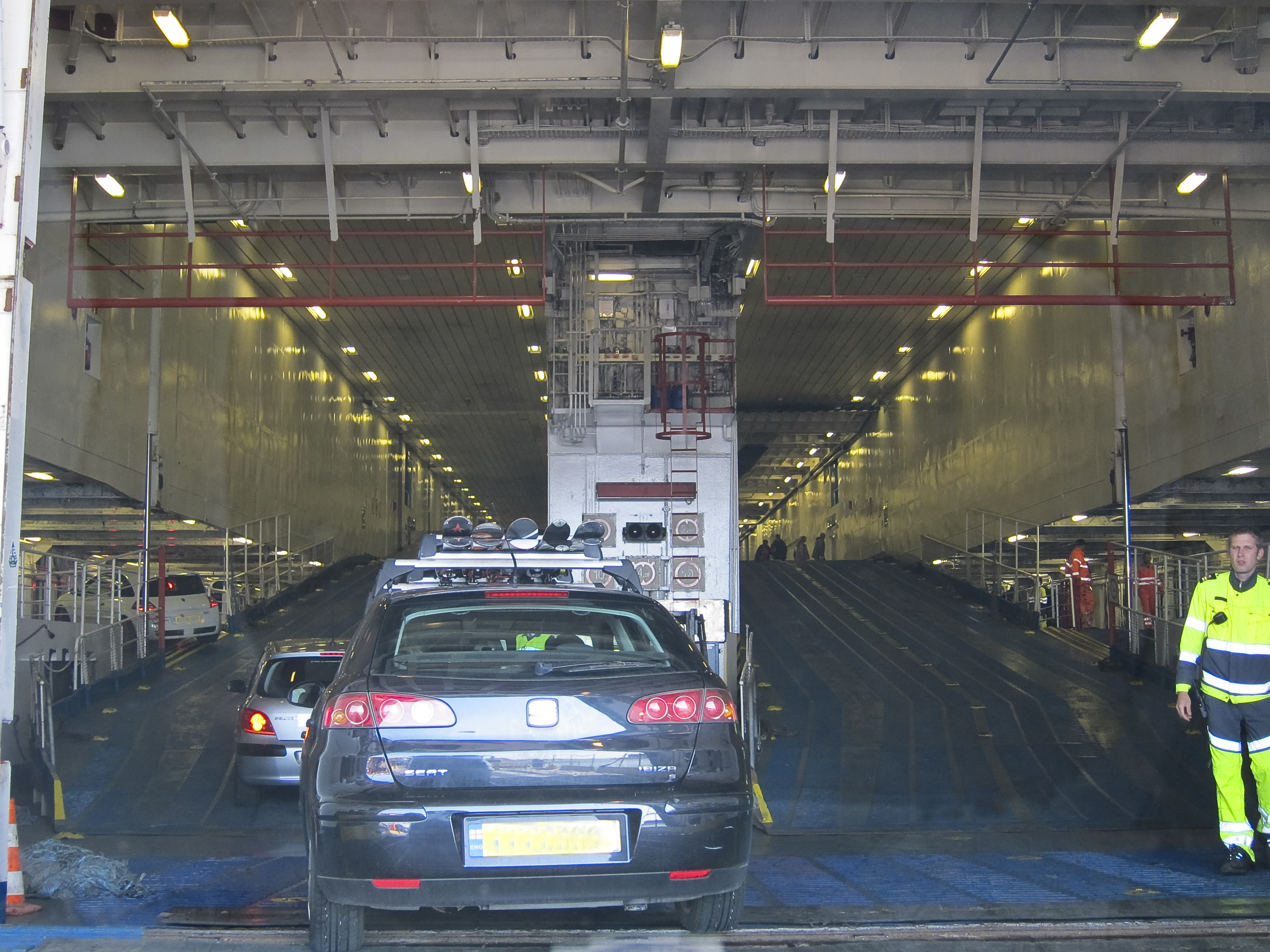
King Seaways tijdens het inschepen in IJmuiden